# فرناندو بيلو
فرناندو بيلو هو متسابق يخت برتغالي، ولد في 1 سبتمبر 1924 في مابوتو في موزمبيق، وتوفي في 8 نوفمبر 1995 في لشبونة في البرتغال.

## وصلات خارجية
- فرناندو بيلو على موقع أوليمبيديا (الإنجليزية)